# ブレズノ - イェセンスケー線
ブレズノ - イェセンスケー線（スロバキア語;Železničná trať Brezno – Jesenské）は、スロバキア国鉄の鉄道線の名称である。路線番号は174。
最初に開業したのはイェセンスケー～チソヴェツ間で、1874年に開業した。その後、ブレズノ～チソヴェツ間が1895年から1896年にかけて開通し、全線開通した。

## 運行形態[2]
全て普通列車。区間毎に運転系統が分かれる。
- フィリャーコヴォ - イェセンスケー - リマフスカー・ソボタ
1～2時間に1本の運行。大部分は、イェセンスケー以南160号線に直通する。
- リマフスカー・ソボタ - チソヴェツ
2時間に1本の運行。一部はフィリャーコヴォ発着となる。
- チソヴェツ - ブレズノ
一日あたり、平日3往復、休日2.5往復の運行。片道1本のみ、ブレズノ発リマフスカー・ソボタ行が運行される。

## 駅一覧
以下では、スロバキア国鉄174号線の駅と営業キロ、停車列車、接続路線などを一覧表で示す。
- 種別
  - Os：普通
- 停車駅
  - ■印：全列車停車
  - ●印：大部分停車、一部通過
  - ○印：大部分通過、一部停車
  - ｜印：全列車通過

| 路線名 | 駅名                         | 駅間営業キロ | 累計営業キロ           | 累計営業キロ              | Os | 接続路線 | 所在地                     | 所在地                 |
| ------ | ---------------------------- | ------------ | ---------------------- | ------------------------- | -- | -------- | -------------------------- | ---------------------- |
| 174    | イェセンスケー駅             | -            | イェセンスケーから 0.0 |                           | ■  | 160号線  | バンスカー・ビストリツァ県 | リマフスカー・ソボタ郡 |
| 174    | イェセンスケー停留所         | 1.5          | 1.5                    |                           | ■  |          | バンスカー・ビストリツァ県 | リマフスカー・ソボタ郡 |
| 174    | リマフスケー・ヤノヴツェ村駅 | 3.9          | 5.4                    |                           | ■  |          | バンスカー・ビストリツァ県 | リマフスカー・ソボタ郡 |
| 174    | リマフスケー・ヤノヴツェ駅   | 1.8          | 7.2                    |                           | ■  |          | バンスカー・ビストリツァ県 | リマフスカー・ソボタ郡 |
| 174    | リマフスカー・ソボタ駅       | 4.2          | 11.4                   |                           | ■  |          | バンスカー・ビストリツァ県 | リマフスカー・ソボタ郡 |
| 174    | チェレンチャニ駅             | 4.2          | 15.6                   |                           | ■  |          | バンスカー・ビストリツァ県 | リマフスカー・ソボタ郡 |
| 174    | ヴェリケー・テリャコヴツェ駅 | 3.1          | 18.7                   |                           | ■  |          | バンスカー・ビストリツァ県 | リマフスカー・ソボタ郡 |
| 174    | ニジニー・スカールニク駅     | 1.8          | 20.5                   |                           | ■  |          | バンスカー・ビストリツァ県 | リマフスカー・ソボタ郡 |
| 174    | フラホヴォ駅                 | 1.4          | 21.9                   |                           | ■  |          | バンスカー・ビストリツァ県 | リマフスカー・ソボタ郡 |
| 174    | コチハ駅                     | 2.4          | 24.3                   |                           | ●  |          | バンスカー・ビストリツァ県 | リマフスカー・ソボタ郡 |
| 174    | リマフスケー・ザルジャニ駅   | 2.1          | 26.4                   |                           | ■  |          | バンスカー・ビストリツァ県 | リマフスカー・ソボタ郡 |
| 174    | リマフスカー・バニャ駅       | 1.2          | 27.6                   |                           | ■  |          | バンスカー・ビストリツァ県 | リマフスカー・ソボタ郡 |
| 174    | リマフスケー・ブレゾヴォ駅   | 3.8          | 31.4                   |                           | ■  |          | バンスカー・ビストリツァ県 | リマフスカー・ソボタ郡 |
| 174    | リキェル駅                   | 2.5          | 33.9                   |                           | ■  |          | バンスカー・ビストリツァ県 | リマフスカー・ソボタ郡 |
| 174    | フヌーシチャ駅               | 1.8          | 35.7                   |                           | ■  |          | バンスカー・ビストリツァ県 | リマフスカー・ソボタ郡 |
| 174    | フヌーシチャ停留所           | 3.1          | 38.8                   |                           | ■  |          | バンスカー・ビストリツァ県 | リマフスカー・ソボタ郡 |
| 174    | ハチャヴァ・スカーリェ駅     | 1.6          | 40.4                   |                           | ●  |          | バンスカー・ビストリツァ県 | リマフスカー・ソボタ郡 |
| 174    | ハチャヴァ駅                 | 1.1          | 41.5                   |                           | ■  |          | バンスカー・ビストリツァ県 | リマフスカー・ソボタ郡 |
| 174    | リマフスカー・ピーラ駅       | 2.9          | 44.4                   |                           | ■  |          | バンスカー・ビストリツァ県 | リマフスカー・ソボタ郡 |
| 174    | チソヴェツ・ザーヴォディ駅   | 2.3          | 46.7                   |                           | ○  |          | バンスカー・ビストリツァ県 | リマフスカー・ソボタ郡 |
| 174    | チソヴェツ町駅               | 1.2          | 47.9                   |                           | ■  |          | バンスカー・ビストリツァ県 | リマフスカー・ソボタ郡 |
| 174    | チソヴェツ駅                 | 3.7          | 49.4                   | ポドブレゾヴァーから 41.2 | ■  |          | バンスカー・ビストリツァ県 | リマフスカー・ソボタ郡 |
| 174    | チソヴェツ・バーノヴォ駅     | 7.2          | 56.6                   | 34.0                      | ■  |          | バンスカー・ビストリツァ県 | リマフスカー・ソボタ郡 |
| 174    | ズボイスカー駅               | 4.7          | 61.3                   | 29.3                      | ■  |          | バンスカー・ビストリツァ県 | ブレズノ郡             |
| 174    | ポフロンスカー・ポルホラ駅   | 4.2          | 65.5                   | 25.1                      | ■  |          | バンスカー・ビストリツァ県 | ブレズノ郡             |
| 174    | ミハロヴァー駅               | 1.5          | 67.0                   | 23.6                      | ■  |          | バンスカー・ビストリツァ県 | ブレズノ郡             |
| 174    | ミハロヴァー停留所           | 1.9          | 68.9                   | 21.7                      | ■  |          | バンスカー・ビストリツァ県 | ブレズノ郡             |
| 174    | ブレズノ・ロホズナー駅       | 4.4          | 73.3                   | 17.3                      | ■  |          | バンスカー・ビストリツァ県 | ブレズノ郡             |
| 174    | ブレズノ・ハルニ駅           | 4.3          | 77.6                   | 13.0                      | ■  |          | バンスカー・ビストリツァ県 | ブレズノ郡             |
| 172    | ブレズノ町駅                 | 2.8          | 80.4                   | 10.2                      | ■  | 172号線  | バンスカー・ビストリツァ県 | ブレズノ郡             |
| 172    | ブレズノ駅                   | 1.7          | 82.1                   | 8.5                       | ■  | 172号線  | バンスカー・ビストリツァ県 | ブレズノ郡             |